# Donkey Kong (personaggio)
Donkey Kong (ドンキーコング?, Donkī Kongu), spesso abbreviato in DK, è un personaggio creato da Shigeru Miyamoto. È protagonista dell'omonima serie di videogiochi ed è un personaggio ricorrente nel franchise di Mario.
Donkey Kong è un enorme e muscoloso gorilla che vive in una giungla al centro di un'isola. Va pazzo per le banane e, a partire dal videogioco Donkey Kong (1994), indossa una cravatta rossa su cui sono stampate le sue iniziali "DK".

## Origine
La trama del videogioco Donkey Kong è basata sulla serie Braccio di Ferro. I personaggi di Braccio di Ferro e Olivia vengono sostituiti da Jumpman (che in seguito diventerà Mario) e Pauline, mentre per il ruolo di Bluto sarà scelto un animale: un enorme gorilla, omaggio sia al film King Kong che alla fiaba La bella e la bestia. Il suo nome deriva dal fatto che Miyamoto era convinto che la parola inglese donkey (asino) significasse "testardo".

## Apparizioni

### Videogiochi
Donkey Kong appare per la prima volta nel videogioco Donkey Kong del 1981. In questo titolo lo scimmione rapisce una ragazza di nome Pauline, portandola in cima a un palazzo in costruzione. Sarà Jumpman a salvare la fidanzata dalle grinfie di Donkey Kong, scalando l'edificio ed evitando gli oggetti lanciati dal gorilla.
In Donkey Kong Jr. appare il figlio di Donkey Kong. In questo titolo il personaggio giocante è proprio il piccolo gorilla, chiamato a dover salvare Donkey Kong, rinchiuso da Mario all'interno di una gabbia.
Donkey Kong torna nuovamente a vestire i panni del cattivo in Donkey Kong 3. Sebbene sia il terzo capitolo della serie Donkey Kong, sono presenti numerose differenze sia nel gameplay che nel protagonista: il personaggio di Mario viene infatti sostituito da Stanley, giardiniere già apparso da solo in Greenhouse. Stanley affronta Donkey Kong all'interno di una serra utilizzando come arma uno spray insetticida. Dopo questo capitolo, Donkey Kong non avrà più ruoli importanti nella serie, collezionando cameo in Donkey Kong Country e nei rispettivi sequel ed in vari titoli tra cui Donkey Kong 64, Donkey Kong Jet Race, Donkey Kong: Jungle Climber e Super Smash Bros. Melee.
Nel 1994 Donkey Kong passa dalla giapponese software house Nintendo alla britannica Rare. La software house sviluppa Donkey Kong Country per Super Nintendo Entertainment System. Sebbene alcune fonti riportino mancanza di supporto e contrarietà da parte di Shigeru Miyamoto, Miyamoto ha affermato di aver seguito tutta la fase dello sviluppo del titolo, che si rivelerà un successo commerciale, con oltre 9 milioni di copie vendute. La serie introduce nuovi personaggi tra cui Diddy Kong, Dixie Kong e Funky Kong. Seguiranno Donkey Kong Country 2: Diddy's Kong Quest e Donkey Kong Country 3: Dixie Kong's Double Trouble! in cui tuttavia il gorilla non riveste il ruolo di personaggio giocante.
La serie Donkey Kong Country è stata seguita dalla trilogia di giochi per Game Boy Donkey Kong Land composta da Donkey Kong Land (1995), Donkey Kong Land 2 (1996) e Donkey Kong Land III (1997). Escludendo i remake per Game Boy Advance di Donkey Kong Country e sequel, l'ultimo titolo pubblicato dalla Rare sarà Donkey Kong 64 (1999) per Nintendo 64. Nel 2003 la Nintendo produce con Namco una trilogia di titoli musicali, il cui primo titolo è Donkey Konga per Nintendo GameCube, in cui viene introdotto il controller DK Bongos. Altro titolo in cui ritornerà la periferica è Donkey Kong Jungle Beat, disponibile anche per Wii.
Altro titolo per Game Boy Advance dedicato a Donkey Kong è Mario vs. Donkey Kong (2004) in cui il gorilla torna a ricoprire il ruolo di antagonista. I sequel del gioco saranno Mario vs. Donkey Kong 2: La Marcia dei Minimario (per Nintendo DS) e Mario vs. Donkey Kong: Minimario alla riscossa (per Nintendo DSi). In DK King of Swing (2005), Donkey Kong: Jungle Climber (2007) e Donkey Kong Country Returns (2010) Donkey Kong divide la scena con Diddy Kong.
Donkey Kong appare in tutti i capitoli delle serie Super Smash Bros., Mario Kart e Mario Party. È presente in vari spin-off di Mario, compresi i titoli sportivi Mario Golf, Mario Tennis, Mario Slam Basketball e Mario Super Sluggers. È inoltre presente come pugile in Punch-Out!! (2009) per Wii..
In Donkey Kong Country: Tropical Freeze il gorilla festeggia il suo compleanno assieme alla sua famiglia, con la quale sarà costretto a scacciare dalla sua isola il popolo nemico dei Nevichinghi. Fa inoltre un piccolo cameo come antagonista in Super Mario Odyssey.
Fuori dalla serie, è un personaggio utilizzabile nel gioco Skylanders: SuperChargers. 
Donkey Kong è anche il protagonista del videogioco Donkey Kong Bananza.

### Televisione
Oltre alla serie di videogiochi, Donkey Kong è apparso anche in televisione nella serie animata Saturday Supercade, dedicata ad alcuni personaggi dell'età dell'oro dei videogiochi arcade e trasmessa dalla rete statunitense CBS. Infatti richiamando al primo videogioco arcade dedicato al gorilla, tenterà di rapire la Principessa Peach, ma dovrà vedersela col suo rivale Mario. 
Appare come antagonista minore nella serie animata Un videogioco per Kevin - Captain N.
Inoltre, egli è il protagonista assoluto nella serie animata Donkey Kong Country, una delle prime serie ad utilizzare l'animazione al computer e tratta dall'omonima serie videoludica. A prestargli la voce in queste occasioni è Richard Yearwood nella versione inglese e Kōichi Yamadera in giapponese; nella versione italiana mai trasmessa, doveva essere doppiato da  Simone D'Andrea.

### Film
Donkey Kong è apparso come antagonista principale nel film Pixels (2015).
Il personaggio appare nel film d’animazione Super Mario Bros. - Il film (2023), doppiato da Seth Rogen in originale e da Paolo Vivio in italiano.